# Castalia (compagnia teatrale)
La compagnia teatrale Castalia (o semplicemente compagnia Castalia) è una compagnia teatrale italiana fondata nel 1992 a Roma da Vincenzo Zingaro e riconosciuta dal ministero per i beni e attività culturali quale organismo di produzione teatrale di interesse nazionale.

## Storia e progetto della compagnia
La compagnia Castalia è stata fondata nel 1992 a Roma da Vincenzo Zingaro con l'intento di promuovere lo studio ed il recupero delle radici culturali attraverso l'attività di ricerca sulle origini del teatro ed in particolare sulla commedia classica antica. Come nel teatro antico, la messa in scena di un'opera teatrale è considerata occasione di festa per l'intera cittadinanza e di riflessione e confronto.. Si propone inoltre di avvicinare al teatro e in particolare al teatro classico il pubblico giovanile.
Ha una sua sede stabile a Roma presso il Teatro Arcobaleno, vicino a Villa Torlonia, ristrutturato e poi inaugurato nel 2002 come "Centro stabile del classico". Sempre nel 2002 la compagnia ha collaborato con il dipartimento di arti e scienze dello spettacolo della Sapienza – Università di Roma per un progetto internazionale intitolato "Il teatro classico oggi". Le regie di Vincenzo Zingaro sono oggetto di studio nel corso di drammaturgia presso la facoltà di scienze umanistiche della medesima università
Nel 2009, presso il Vittoriano, la Società Dante Alighieri ha conferito a Vincenzo Zingaro la benemerenza per l'arte e la cultura italiana.

## Spettacoli
Oltre che presso il Teatro Arcobaleno, alcune rappresentazioni sono state messe in scena anche presso siti archeologici (Teatro romano di Ostia antica, o nell'ambito di festival di teatro (Taormina Arte).

### Commedie classiche
- Le donne al parlamento di Aristofane
- Mostellaria di Tito Maccio Plauto
- Rudens di Tito Maccio Plauto
- Aulularia di Tito Maccio Plauto
- Il soldato spaccone di Tito Maccio Plauto
- La pace di Aristofane
- Le nuvole di Aristofane
- Mercator di Tito Maccio Plauto
- Menecmi di Tito Maccio Plauto
- Truculentus di Tito Maccio Plauto
- Formione di Publio Terenzio Afro
- L'impresario delle Smirne di Carlo Goldoni

### Drammi e tragedie
- Ecerinis (tragedia su Ezzelino III da Romano) di Albertino Mussato
- Il principe di Homburg di Heinrich von Kleist

### Drammaturgia contemporanea
- Cercansi attori... (liberamente tratto da Nel bel mezzo di un gelido inverno) di Kenneth Branagh
- Il postino suona sempre due volte di James Cain